# 戈亞尼亞事故
戈亞尼亞事故（葡萄牙語：Acidente radiológico de Goiânia）是一次嚴重放射性污染事故，發生於1987年9月13日的巴西戈亞斯州戈亞尼亞。事故起因是一處廢棄醫院內的放射治療設備未加妥善保管被人偷走，內含的放射源因此外洩。之後這個放射源被許多人接觸與轉手，造成四人死亡，並在事件發生後接受放射性污染檢查的112000人中，有249人被確認受到污染。
為了清理污染，許多事發地點的泥土表層被移除，大量房屋也被拆除。這些房屋內的所有物品與個人財物都被沒收並焚毀。美國《時代雜誌》將這起事件評價為全球「最嚴重的核災」之一，国际原子能机构（IAEA）也稱其為「世上最糟的核事故之一」，並被國際核事件分級表列為第五等級（具有場外風險事故），與溫斯喬火災和三哩岛核泄漏事故同等。

## 放射源簡介
戈亞尼亞事故的輻射源頭是一個小小的金屬囊，內含93克（3.3盎司）的高度放射性氯化銫（由銫-137组成）。它收容於一個由鉛和鋼所造的保護殼內。放射源所在的容器是轉輪型，轉動轉輪得以讓放射源在儲存位置和放射位置之間調動。
放射源的活躍度於1971年時是74太貝可（TBq）。国际原子能机构（IAEA）稱容器符合國際標準。直徑為51毫米，長48毫米。活躍銫-137固體的實質活躍度是大概每公斤814太貝可（半衰期30年）。離輻射源一米的輻射攝取量是每小時4.56戈 (456 rad·h−1)。據信該裝置由美國橡樹嶺國家實驗室製造，但編號不明，使確認有困難。裝置在戈亞尼亞醫院用作放射治療的放射源。
| 戈亞尼亞放射源     | (太貝可)    | (太貝可) |
| ------------------ | ----------- | -------- |
| 1971年             | 74          |          |
| 1987年             | 50.9        |          |
| 回收               | 44          |          |
| 未回收（約1987年） | 7           |          |
| 未回收（約2016年） | 3.5         |          |
| 煙霧感應器         | 0.000000037 |          |

組件的運作原理

国际原子能机构表示該放射源被取出時有50.9 TBq（1,380 Ci）而善後工作所回收的核污染物有大約44 TBq（1200 Ci，87%）。也就是表示有7 TBq（190 Ci）仍然在環境中；到了2016年它將會衰變至3.5 TBq（95 Ci）。

## 事件過程
該容器是防癌协会使用的醫療仪器，内装放射性同位素铯-137，被当做废铁卖掉了。铯-137的作用可持续30年，受辐射初期出现腹泻，呕吐，贫血等症状，后期可转化为癌症，这是巴西至目前最大的一次核事故。 
由於事件發生於巴西現行憲法實施之前，因此這次核事故受害者及家屬在發生當下難以被保障。

### 研究所清拆
戈亞諾研究所（Instituto Goiano de Radioterapia）是距離戈亞尼亞市中心僅1公里的一間私人放射治療研究所。1985年它搬往了新的地方，但因為與天主教志願組織聖文森特保羅協會就建築物歸屬權的法律衝突，留下了一件藏有銫-137的放療源組件而無法回收。1986年戈亞斯州法院表示已知悉建築物內有被遺棄的放射性物品。
1987年5月4日，在核事故發的四個月前，戈亞諾研究所的擁有人卡洛斯·貝澤里爾（Carlos Figueiredo Bezerril）曾嘗試回收放射治療設備但遭到警員阻止。卡洛斯於是去信警告主管部門，它們將要對「銫炸彈受到的事」負全責。
此後，法院派出了一名保安去看守這設施。同時，戈亞諾研究所不同的擁有人屢次去信巴西國家核能委員會（Comissão Nacional de Energia Nuclear），表示將放射性物品留在已經廢棄的建築很危險，但礙於官司而無法由他們移除，於是希望委員會介入處理。

### 放射源被盜
1987年9月13日，保安没在看守，羅伯特·阿爾維斯（Roberto dos Santos Alves）和瓦格納·佩雷拉（Wagner Mota Pereira）藉機非法闖入已經局部清拆的設施內，偷并拆卸了放療機並從中取出了放射源。他們相信這能卖一筆錢。這與其他零件在手推車上一併帶到羅伯特的家中。他們在那裡繼續分拆零件，暴露在核輻射下。到了當天晚上，兩人因輻射中毒而出现嘔吐症狀。儘管如此，但他們仍然繼續。翌日，瓦格納開始出現頭疼與腹瀉，左手開始腫脹。接著他的手出現與隙縫大小相當的潰爛，他最終需要局部截肢而失去幾隻指節。
9月15日，瓦格納去了當地門診，却被醫生误诊为食物過敏，叫他回家休息。另一方面，羅伯特仍然在分拆这个装置。最後他轉開保護蓋，拆開了儲存放射源的金屬囊。長期暴露在強輻射下，使他的右手出現嚴重的潰瘍並需要截肢。

### 拆開金屬囊
9月16日，羅伯特用螺絲起子撬开金屬囊的伽瑪射線窗口，他見到裂口發出深藍光。他用螺絲起子伸到裡面並成功挖出一些發光粉末。他認為這是火藥，於是嘗試將它點燃，但粉末沒有燃燒。這些光的確切產生機制在1988年国际原子能机构（IAEA）的報告撰寫時仍然未知，不過他們認為不外乎是空氣電離而發光、具有螢光性，以及放射源暴露引發的契忍可夫輻射。1988年橡樹嶺國家實驗室解封銫-137來源時發現過同樣的藍光。

### 放射源被售出並分發
9月18日，羅伯特將物品賣給了附近的廢品廠。當天晚上，廢品廠老闆德維爾·費雷拉（Devair Alves Ferreira）發現裂開了的金屬囊發出了藍光。他相信金屬囊裡的東西既珍貴又超自然，於是馬上把放射源帶回家。接著三天，他帶著家人朋友來到觀摩這古怪的粉光物質。
9月21日，在廢品廠，德維爾的朋友（IAEA報告稱他為EF1）用螺絲批打開了金屬囊，取出了很多米粒大小的粉光物質。德維爾開始把它分享給朋友和親人。同日，德維爾的妻子，37歲的加布里埃拉·瑪利亞·費雷拉（Gabriela Maria Ferreira）開始生病。1987年9月25日，德維爾·費雷拉把廢鐵賣給了另一家廢品廠。

### 伊沃和他的女兒
賣到另一家廢品廠的前兩天，德維爾的弟弟伊沃（Ivo）分到一些粉末並帶返附近的家。他把一部分粉末灑在混凝土地上。他年僅6歲的女兒萊德（Leide das Neves Ferreira）其後坐在該地吃雞蛋。萊德同樣對粉末的藍光感到著迷，將它塗上身並展示給她的母親。粉末掉到她吃掉的雞蛋，結果她吸收了1.0吉貝可以及吸收一共6戈的輻射，是接受治療也無法挽救的必死劑量。

### 加布里埃拉通知當局
廢品廠老闆之妻加布里埃拉·瑪利亞·費雷拉率先發現不妥，她身邊的人接連同時出現嚴重病症。到了1987年9月28日，事故的第15天，她重新拿回到了另一廢品廠的那些粉末並且將它們送往衛生中心。由於這些放射源的殘餘被膠袋盛著，衛生中心的核污染程度較低。

### 放射源輻射被偵測
9月29日早上，聽聞情況而來的醫學物理師利用輻射探測器確認出現輻射，並意识到當局要馬上採取行動。到了當晚，市政府、州政府和中央政府全都關注這場核事故。

## 健康結果
核事故的消息在當地、全國和全世界的媒體大肆報導。幾天之內，將近13萬人湧到醫院，擔心自己受到核污染。當中，250人確實是受到核污染，部分人的皮膚仍有輻射殘餘。最後，有20人出現了放射病症狀並要接受治療。

### 死難者
標示了事發時年齡，輻射攝取量以戈計。
- 阿德米爾松·阿爾維斯·德·索薩，終年18歲（5.3戈），是德維爾廢品廠的員工。他碰過放射源。他出現肺部衰竭、內出血和心臟衰竭，於1987年10月18日離世。
- 伊斯哈埃爾·巴普蒂斯塔·杜斯·桑托斯，終年22歲（4.5戈），同樣是德維爾廢品廠的員工，為了抽取出鉛而碰過放射源。他出現了嚴重的呼吸道和淋巴系統併發症，最終入院治療，六天後於1987年10月27日離世。
- 萊德·費雷拉，終年6歲（6.0戈），是伊沃·費雷拉的女兒。當國際醫療團隊來到醫治她，他們發現她被單獨關在隔離房，因為員工全都不敢靠近她。她逐漸出現上半身腫脹，脫髮，腎臟與肺部衰竭，以及內出血。於1987年10月23日在里約熱內盧Marcilio Dias海軍醫院離世，死於「敗血症和全身感染」[13]。她被葬於戈亞尼亞一個普通的墓園，裝進一副特製的玻璃纖維棺材，再加上鉛塗層，以免核輻射傳播。雖然有如此措施，但她將要土葬的消息造成了近2000人於下葬當天在墓園暴動，全部人都懼怕她的遺體會毒害周遭的土地。暴動人士嘗試用石和磚封路，阻止她下葬[14]。諸多阻撓下她還是入土為安了。
- 瑪利亞·加布里埃拉·費雷拉，終年37歲（5.7戈），是廢品廠老闆德維爾·費雷拉之妻，接觸該物質後三天出現症狀。她情況轉差，出現脫髮和內出血，尤其是四肢、眼睛和消化道。她患有精神錯亂、腹瀉和急性腎功能不全，並於1987年10月23日，接觸後大約一個月，與她的侄女同一天死於“敗血症和全身感染”[13][15]。

德維爾·費雷拉自己存活了下來，即使他輻射攝取量達7戈之多。他於1994年死於肝硬化，因為長年抑鬱症與酗酒而造成。伊沃·費雷拉於2003年死於肺氣腫，此前他還患有抑鬱症。

### 其他人
下面的條形圖顯示了46名受核污染最嚴重的人的結果。有些人在高劑量輻射中倖存下來。在某些情況下，這被認為是因為劑量的吸收是斷續的。隨著時間的推移，身體的修復機制將逆轉輻射造成的細胞損傷。如果劑量分散在很長一段時間內，這些機制可以減輕輻射中毒的影響。

### 其他受影響的人
其後，大約11萬2000人接受了核污染檢查；249人發現出高度核輻射水平。當中的129人出現體內核污染。多數出現體內核污染的人只有微小劑量（50毫希以下）。1000人被確定遭受了超過一年的背景輻射劑量；據估計，這些人中97%的劑量在10到200毫希之間。
2007年，奧斯瓦爾多·克魯茲基金會確定戈亞尼亞事故倖存者的銫-137相關疾病發病率與普通人群相同。儘管如此，仍然會向倖存者發放補償，他們因這事故而在日常生活中受輻射相關的排斥和歧視。

## 法律事務
就在事故出現死亡案例後，三位在戈亞諾研究所工作的醫生被控以過失罪。由於事故發生於1988年憲法之前，再加上該物質由院方取得而不是單一擁有人，所以法院不可以裁定研究所擁有人需要負責。其中一個擁有研究所的醫生因為建築的廢棄狀態而被罰款10萬巴西雷亞爾。民事訴訟之下，兩位偷出放射源的盜賊並不在被告之列。
2000年，巴西國家核能委員會被法院要求支付130萬巴西雷亞爾（近75萬美元）的賠償，保證對直接或間接受災人士，以及其三代的後代提供醫療和心理治療。

## 善後工作

### 物品及地方
許多事發地點的泥土表層被移除，大量房屋被拆除。所有這些房屋內的物品，包括個人物品，全部沒收並檢驗。那些沒有測出輻射的物品會包在塑膠袋裡，而被測出輻射的就會接受除污或者廢棄。產業方面，接受除污還是廢棄就只以經濟價值和除污難易度衡量。關於這一點，国际原子能机构覺得為了減低事故的心理創傷，當局應該提高清潔私人物品例如珠寶相片的努力。而国际原子能机构的報告沒說清楚當局有多大程度實施這對策。

### 媒介和方法
清空民居後，當局用真空吸塵器去除塵埃，然後檢驗水渠的輻射活量。表面有塗漆就將它清除，地板就用酸液和普魯士藍的混合物處理。屋簷接受吸塵以及灑水清潔，但有兩棟房子需要拆除屋簷。清理造成的廢料被帶出都市，藏於一個偏遠地方。
黏土、混凝土、泥土和屋簷使用了硫酸配明礬清潔。銫离子對許多黏土具有高親和力。經過打蠟的桌子和地板在使用了有機溶劑後再處以明礬與硫酸。合成地板、機器和打字機就用氫氧化鈉溶液，然後用溶解的明礬處理。
普魯士藍被用來對許多人進行內部除污染，儘管到了使用時，大部分放射性物質已經從血液中遷移到肌肉組織，大大減弱其功效。受害者的尿液用離子交換樹脂處理以壓實廢物以便於儲存。

### 回收
善後工作在這事故比較困難，因為容器打開了，而且其放射物質帶有水溶性。如果是密封的放射源，就只需要獲取它，收在鉛製容器內，並且運送到核廢料儲存設施。回收遺失的放射源的話，国际原子能机构建議要小心計劃，用起重機等儀器築起阻隔牆困住放射源以保護善後人員。

### 受污染地區

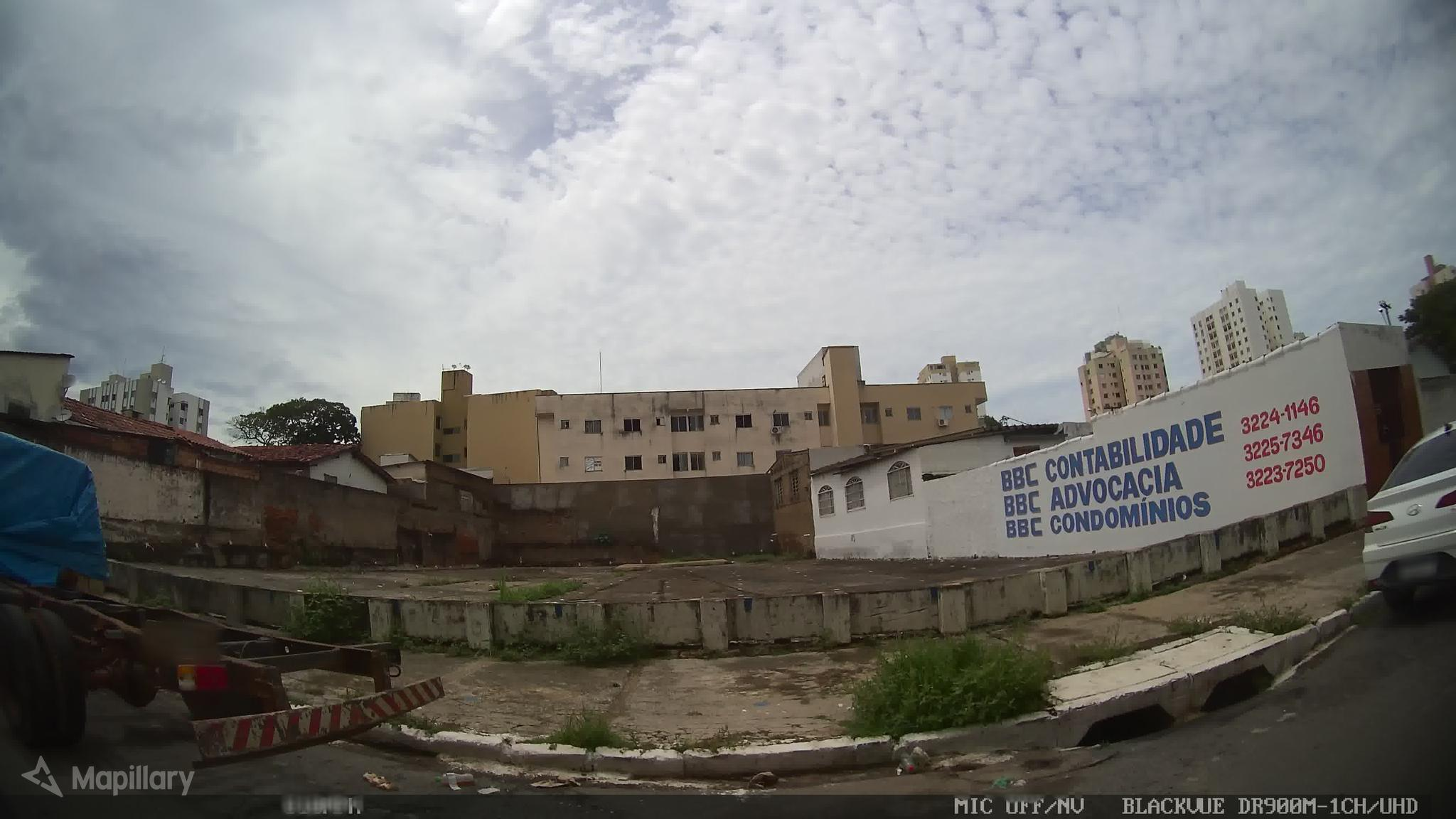
2020年德維爾·費雷拉的廢品廠的景象

戈亞尼亞事故使顯著核污染遍及Aeroporto、Central和Ferroviários區。就算經過善後，仍然有7太貝可未能統計。
部分關鍵核污染位址：
- 戈亞尼亞戈亞諾研究所 (16°40′29″S 49°15′51″W / 16.6746°S 49.2641°W)[1] 值得注意的是該位址僅是該致命且不安全的材料的來源地，並非放射性容器被暴露或破壞的地點。戈亞諾研究所將其診所搬到了市內另一個地點，[20]原址在2000年左右被現代化的 Centro de Convenções de Goiânia（戈亞尼亞會議中心）所取代。
- 羅伯特·阿爾維斯的家 (16°40′07″S 49°15′48″W / 16.66848°S 49.26341°W)[1] 在Rua 57。放射源在這裡大約有六天，並受到局部破壞。
- 德維爾·費雷拉的廢品廠 (16°40′02″S 49°15′59″W / 16.66713°S 49.26652°W),[1] 在Rua 15A (「垃圾場I」) 在市內Aeroporto區，管有這些物品七天。銫容器被完全拆除，散播了嚴重的核污染。調查人員在廢料場的中間發現了高達1.5 Sv·h−1的極端輻射水平。
- 伊沃·費雷拉的家 (16°39′50″S 49°16′09″W / 16.66401°S 49.26911°W)[1] (「垃圾場II」)，在1F Rua 6。一些污染散佈在房子周圍，導致萊德·費雷拉和加布里埃拉·瑪利亞·費雷拉死亡。相鄰的垃圾場發現了剩餘來自戈亞諾研究所設施的零件。房屋受到嚴重污染，輻射劑量率高達2 Sv·h−1。
- 垃圾場III (16°40′09″S 49°16′48″W / 16.66915°S 49.28003°W).[1] 這個垃圾場擁有這些物品三天，直到它們被送走。
- 衛生中心（Vigilância Sanitária） (16°40′30″S 49°16′23″W / 16.675°S 49.273°W).[1] 該物質在這裡受隔離，而觸發官方的善後應對。

其他發現受污染的地方：
- 3輛公車
- 42棟房屋
- 14部汽車
- 5隻豬
- 5萬卷衛生紙

## 後續

### 遺棄的金屬囊
原先盛著放射源的金屬囊很快被巴西軍方尋獲，自此該空罐在里約熱內盧的Escola de Instrução Especializada（專業指導學校）展出，紀念這場事故及在事故中參與善後工作的人。

### 研究
1991年，一群研究員搜集了高度暴露生還者的血液樣本。其後的分析帶來了多篇學術文章。

### 媒體
1990年電影《Césio 137 – O Pesadelo de Goiânia》（銫-137——戈亞尼亞的惡夢），將事故改編成的電影，由羅伯托·皮雷斯（Roberto Pires）出品。它在1990年的巴西利亞電影節獲得多個獎項。
《地球超人》於1992年播出的其中一集「A Deadly Glow」影射了這場事故，儘管它有一個更快樂的結局。不過，它確實使用了銫-137作為污染源，以及講述兩個小孩不知不覺地把玩它，類似萊德·費雷拉那樣，但與卡通不同的是萊德因此而死。
2024年香港灾难片《焚城》里提到了这个核泄漏事件，劇情中的核洩漏源頭亦與此事故相似（回收場內的黑工因認知不足，非法偷取廢棄醫療儀器內的放射物質）。

### 基金
戈亞斯州政府於1988年2月成立了萊德·費雷拉基金（Fundação Leide das Neves Ferreira），研究事故後對人口的污染程度，以及向受影響的人提供幫助。